# Penobscot (fleuve)
Pour les articles homonymes, voir Penobscot.
Le Penobscot ou Pentagouët est un fleuve du Maine au nord-est des États-Unis long de 563 kilomètres, ce qui en fait le plus long fleuve entièrement situé à l'intérieur du Maine. La surface de son bassin versant est d'environ 22 300 km2.

## Cours
La source du fleuve est divisée en quatre et se trouve dans des lacs au centre de l'État du Maine. Le fleuve s'écoule généralement vers l'est, traverse Medway puis se dirige vers le sud pour traverser Bangor où il devient navigable. Le fleuve se jette dans l'océan Atlantique, plus précisément dans la baie de Penobscot.

## Principaux affluents
- Kenduskeag
- Mattawamkeag
- Piscataquis

## Histoire
Le premier Européen à avoir exploré le lit de la rivière fut le Portugais Esteban Gómez en 1524, suivi par le Français Samuel de Champlain en 1605. Quelques années plus tard, des prêtres jésuites français vinrent convertir au catholicisme le peuple Penobscot. La colonie française de Pentagouët, aujourd'hui Castine, fut fondée à l'endroit où le fleuve se jette dans la baie de Penobscot. Jusqu'au milieu du XVIIe siècle, ce fut un des seuls campements permanents au bord du fleuve.
Dans un traité de 1752, le Massachusetts revendiqua le bassin versant du fleuve Penobscot et en 1759 l'expédition Pownall, dirigée par le gouverneur Thomas Pownall, construisit le fort Pownall au cap Jellison (maintenant Stockton Springs). Ceci marqua le commencement de la domination anglaise et l'incorporation de la vallée du fleuve Penobscot dans la Nouvelle-Angleterre.

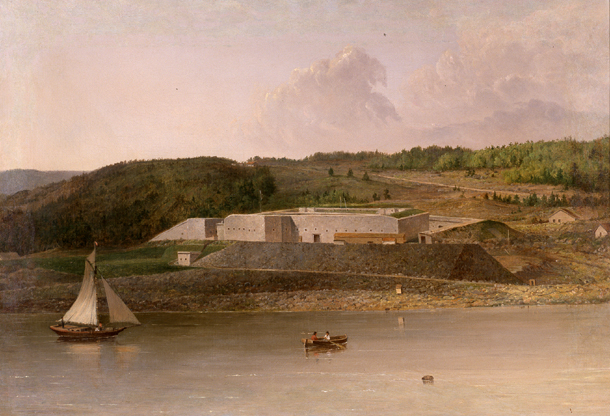
Fort Knox, par Seth Eastman.

La rivière et la baie furent le théâtre de l'Expédition de Penobscot lors de la Révolution américaine et plus tard  lors de la guerre anglo-américaine de 1812. Dans les deux cas les Anglais remportèrent la victoire et en 1814, ils pillèrent la ville de Bangor. Pour éviter que cela ne se reproduise, le gouvernement fédéral décida de construire en 1844 Fort Knox, situé face à la ville de Bucksport près de l'embouchure du fleuve. Ce fort n'a jamais été utilisé mais reste un des plus grands monuments de la vallée.

## Économie
Aux XIXe et XXe siècles, la rivière était utilisée pour le transport du bois et de nombreuses scieries et papeteries furent construites le long des berges. Puis le développement de l'hydroélectricité attira de petites industries comme le textile.
Au XXIe siècle l'industrie décline et est peu à peu remplacée par des activités touristiques (pêche, chasse, plaisance…).